# Marine Dafeur
Marine Dafeur (* 20. Oktober 1994 in Douai) ist eine französische Fußballspielerin, die überwiegend als Linksverteidigerin eingesetzt wird. Ihr aktueller Verein in der Saison 2023/24 ist der FC Fleury.

## Vereinskarriere
Marine Dafeur erfuhr ihre fußballerische Ausbildung in der Jugendabteilung des nordfranzösischen Frauenvereins FCF Hénin-Beaumont. Zum Jahreswechsel 2008/2009 schloss sie sich der Union Sportive aus dem gleichfalls nahe ihrer Geburtsstadt gelegenen Raimbeaucourt an, kehrte anderthalb Jahre später aber zu Hénin-Beaumont zurück. In dessen Erstligateam debütierte die normalerweise in der U-19 aufgebotene Dafeur im April 2011 bei einem Punktspiel gegen den FF Yzeure, unter anderem an der Seite zweier anderer junger Talente, nämlich Pauline Crammer und Claire Lavogez. Ab der folgenden Saison entwickelte sie sich dort zur Stammspielerin und blieb dem Verein auch treu, als er im Sommer 2012 in die zweite Division abstieg. Zwölf Monate darauf kehrte sie mit Hénins Frauschaft in die höchste Spielklasse zurück, und dazu hatte sie als Abwehrspielerin immerhin acht Treffer beigesteuert.
Im April 2014 überraschend in die A-Nationalmannschaft berufen (siehe weiter unten), wurde sie unmittelbar danach zusammen mit zwei anderen Spielerinnen von Hénins Trainer aus dem Mannschaftskader geworfen, der diese Frauen als die Hauptverantwortlichen für den schlechten Tabellenstand des Klubs – der am Ende tatsächlich abstieg – betrachtete. Marine Dafeur trainierte deshalb bereits ab Mai bei der EA Guingamp mit, ohne dass sie von den Bretonen in Pflichtspielen eingesetzt werden durfte. Dies geschah erst in der Saison 2014/15, und auch bei Guingamp gehörte die linksfüßige, allerdings verletzungsanfällige Spielerin auf Anhieb zur Stammbesetzung eines Teams, das unter Trainerin Sarah M’Barek erstmals in den Kampf um den dritten Tabellenrang (hinter den beiden dominierenden Frauenvereinen Olympique Lyon und Paris Saint-Germain) einzugreifen vermochte. 2016 kehrte Dafeur nach Nordfrankreich zurück, wo sie sich den Zweitligafrauen des Lille OSC anschloss, mit denen sie am Ende der Saison in die Division 1 auf- und aus der sie am Ende der Spielzeit 2018/19 wieder abstieg. Daraufhin wechselte sie zum Erstdivisionär FC Fleury.
Titel hat sie mit ihren Klubs noch nicht gewonnen; im Landespokalwettbewerb erreichte sie mit dem LOSC 2019 allerdings das Endspiel, das dann aber von Olympique Lyon gewonnen wurde.

### Stationen
- FCF Hénin-Beaumont (bis Ende 2008, in der Jugendabteilung)
- US Raimbeaucourt (Januar 2009–2010, in der Jugendabteilung)
- FCF Hénin-Beaumont (2010–April 2014)
- EA Guingamp (2014–2016)
- Lille OSC (2016–2019)
- FC Fleury (seit 2019)

## In der Nationalelf
Marine Dafeur fand erst als A-Jugendliche Berücksichtigung in einer französischen Jahrgangsauswahl. Für die U-19 hat sie zehn Spiele bestritten und dabei auch einen Treffer erzielt. Bei der Europameisterschaft 2013 stand sie nicht nur im Aufgebot Frankreichs, sondern kam auch in drei der fünf Partien – darunter dem Finale gegen England – auf dem Weg zum Titelgewinn zum Einsatz. Ebenso nahm sie im Jahr darauf an der U-20-Weltmeisterschaft teil. Bei dem Turnier in Kanada stand sie in vier Begegnungen auf dem Rasen; bei der Halbfinalniederlage gegen ihre deutschen Altersgenossinnen fehlte Dafeur, war aber im Spiel um Platz drei gegen Nordkorea wieder Teil der Startformation und erhielt nach Spielschluss eine Bronzemedaille.
Bereits 2012 war sie bei zwei Spielen des B-Nationalteams berücksichtigt worden. Im April 2014 setzte sie der neue Frauennationaltrainer Philippe Bergeroo dann bei einem WM-Qualifikationsmatch gegen Kasachstan erstmals auch in Frankreichs A-Elf ein. Bis zu ihrem zweiten und bisher letzten Einsatz (gegen Dänemark beim Algarve-Cup 2015) vergingen danach allerdings elf Monate. (Stand: 6. März 2015) Auch nach ihrem Wechsel zu einem Zweitligisten wurde sie weiterhin bei der B-Elf berücksichtigt, so unter anderem im Aufgebot für den Istrien-Cup 2017.

## Palmarès
- U-19-Europameisterin 2013
- U-20-Weltmeisterschaftsdritte 2014
- Französische Pokalfinalistin 2019